# 明新科技大学
明新科技大学（めいしんかくぎだいがく、Ming Hsin University of Science and Technology）は、新竹県に本部を置く台湾の大学である。